# A História do Homem Henry Sobel
A História do Homem Henry Sobel é um documentário brasileiro sobre o rabino luso-americano radicado no Brasil Henry Sobel, que foi presidente do Rabinato da Congregação Israelita Paulista (CIP) por mais de quatro décadas e é considerado um dos mais atuantes líderes religiosos do século XX. O filme foi dirigido por André Bushatsky e tem imagens de arquivo e depoimentos exclusivos de parentes e amigos como Juca Kfouri e Luciano Huck.

## Sinopse
Em 1970, o Brasil e o mundo passavam por intensas movimentações: a política internacional estava submetida à bipolaridade da Guerra Fria, a cultura pop lamentava a desintegração dos Beatles e a Seleção Brasileira de Futebol conquistava o tri-campeonato mundial, enquanto o país vivia os anos de chumbo do Governo Médici. Também em 1970, desembarcava em São Paulo o mais novo rabino da Congregação Israelita Paulista (CIP), um jovem de apenas 26 anos, cabelos longos e inconfundível sotaque americano que rapidamente se tornaria o mais importante líder do judaísmo no Brasil. Este é o ponto de partida deste documentário sobre a trajetória de um atuante rabino que se tornou conhecido para além dos muros de sua comunidade, através do diálogo inter-religioso e da luta pelos direitos humanos, mas que caiu no ostracismo ao protagonizar um controvertido furto de gravatas. Henry Sobel notabilizou-se por enfrentar publicamente o Regime Militar, quando se recusou a enterrar, na ala suicida do cemitério israelita, o jornalista assassinado nos porões da ditadura Vladimir Herzog, contribuindo de maneira excepcional no processo de redemocratização do Brasil.

## Recepção
A História do Homem Henry Sobel chegou aos cinemas brasileiros em 11 de setembro de 2014, com lançamento limitado. Os críticos que escreveram sobre o documentário ressaltaram a importância do resgate histórico da vida e da trajetória do líder religioso, embora tenham condenado o espaço dado à polêmica que colocou o rabino nas páginas policiais: o episódio em que Sobel teria roubado gravatas em uma loja em Palm Beach, na Flórida (EUA) em 2007.
Em sua crítica para o jornal O Estado de S. Paulo, Luiz Zanin avaliou o documentário com 2 de 5 estrelas e destacou: "O erro, talvez, tenha sido o de super dimensioná-lo [o episódio do roubo], exatamente como fez a mídia sensacionalista, só que no filme com o intuito de compreender o ato e não de explorá-lo. Ou devolvê-lo à sua verdadeira dimensão. Para mostrar quão pequeno é o episódio, gastou-se um espaço enorme, o que é uma contradição".
Xandra Stefanel, do website Rede Brasil Atual, também comentou o espaço dado ao roubo das gravatas: "O que o filme questiona é se um fato isolado deve arruinar uma carreira e a vida de uma pessoa reconhecidamente importante na defesa dos direitos humanos, para a redemocratização do país e para o diálogo inter-religioso. Afinal de contas, errar não seria algo que é parte inevitável da condição humana?".
Por outro lado, Wilker Medeiros, do website Cinema com Rapadura, deu nota 8 de 10 ao filme. Ao destacar que a história do rabino é contada "em uma esquemática e inteligente forma documental", Medeiros avalia que o ponto alto é o enfoque da luta da Comunidade Judaica contra a Ditadura Militar: "Assim como Helvécio Ratton despontou em Batismo de Sangue (2007) o valor dos Freis na Ditadura, André Bushatsky aproveita o ensejo e comenta sobre a luta particular dos Judeus naquele período".